# 正交頻分复用

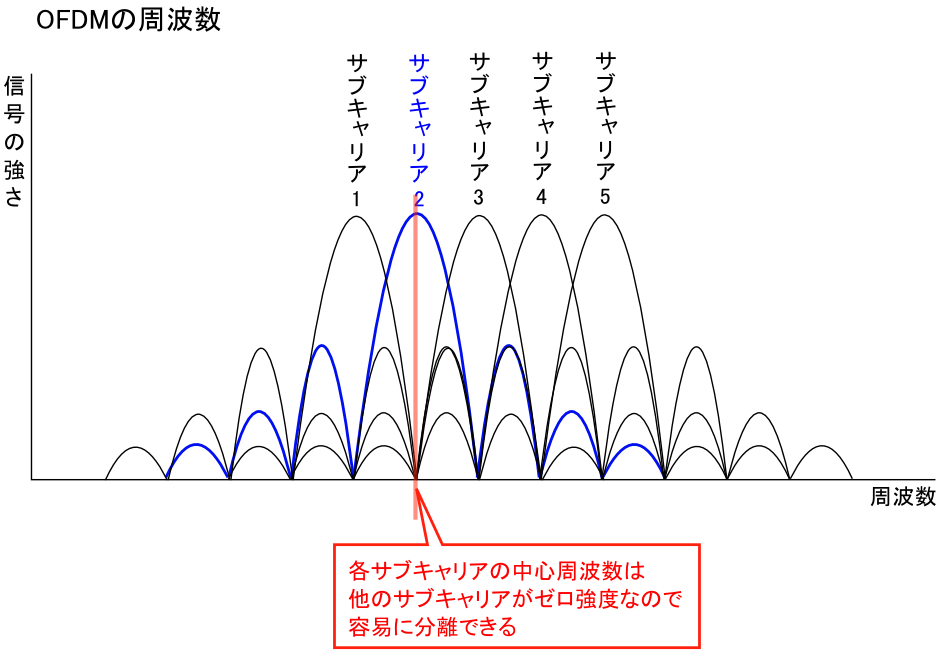
OFDM的周波数

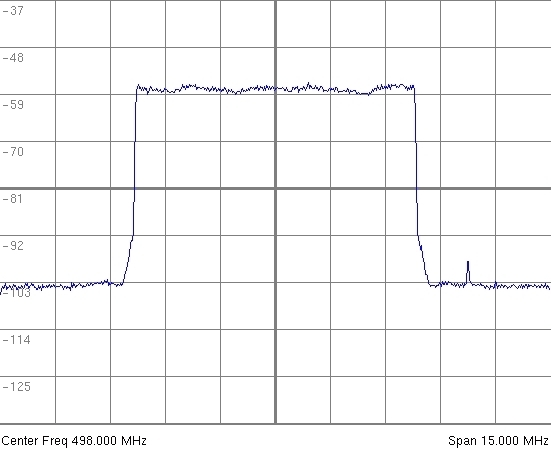
OFDM訊號強度x頻率圖

正交頻分多工（英語：Orthogonal frequency-division multiplexing, OFDM）有時又稱為分離複頻調變技術（英語：discrete multitone modulation, DMT），可視為多載波傳輸的一個特例，具備高速率資料傳輸的能力，加上能有效對抗頻率選擇性衰減，而逐漸獲得重視與採用。
OFDM使用大量緊鄰的正交子載波（Orthogonal sub-carrier），每個子載波採用傳統的調變方案，進行低符號率調製。可以視為一調變技術與多工技術的結合。

## 定義
調變是將傳送資料對應於載波變化的動作，可以是載波的相位、频率、振幅，或是其組合。正交頻分複用之基本觀念為將一高速資料流程，分割成數個低速資料流程，並將這數個低速資料流程同時調製在數個彼此相互正交載波上傳送。由於每個子載波頻寬較小，更接近於相干頻寬，故可以有效對抗頻率選擇性衰弱，因此現今以大量採用於無線通訊。
正交頻分複用屬於多載波（multi-carrier）傳輸技術，所謂多載波傳輸技術指的是將可用的頻譜分割成多個子載波，每個子載波可以載送一低速資料流程。

## 運作模式
傳統的數位調變和分工使用頻率分頻分工，透過不同頻段傳輸不同的資訊，OFDM將一整段頻段分割成數個子載波（sub-carrier），而且讓每個子載波相互正交，使得他們在頻譜上並不互相重疊，可以降低干擾，其運作方式在傳輸端將訊號擺置在頻域（frequency domain）上，透過反傅利葉轉換（IDFT）轉換至時域（time domain）上，並透過增加循環前綴（cyclic prefix）之後傳送出去，而接收端則是將訊號去除循環前綴，再將時域訊號透過傅利葉轉換（DFT）將訊息轉回頻域，解出原傳遞訊號。
OFDM技術提高載波的頻譜利用率，它的特點是各子載波相互正交，使擴頻調製後的頻譜不再相互重疊，從而減小了子載波間的相互干擾。在對每個載波完成調製以後，為了增加數據的吞吐量、提高數據傳輸的速度。OFDM的另一個優點，它可以利用離散傅立葉反變換/離散傅立葉變換（IDFT/DFT）代替多載波調製和解調。

## OFDM原理說明
在一般的無線通道來說，因為有多路徑問題（multipath problem），將它等價於離散的基頻模型可視為：
輸入：{\displaystyle x[n]}
輸出：{\displaystyle y[n]=\sum _{j=0}^{L-1}h_{l}x[n-l]+z[n]=h_{0}x[n]+\sum _{j=1}^{L-1}h_{l}x[n-l]+z[n]}
其中{\displaystyle h_{0}x[n]}是我們想要的訊號，{\displaystyle \sum _{j=1}^{L-1}h_{l}x[n-l]}是過去的訊號對現在所得訊號的干擾，也就是所謂的符元間干擾（Inter-symbol Interference），{\displaystyle z[n]}是雜訊。L 可以視為線性非時變系統下tap的個數。
傳統上，我們可以透過維特比演算法（Viterbi Algorithm），一種動態規劃的演算法，來找尋最有可能序列探測可能性（Maximum Likelihood Sequence Detection），但這種演算法的時間複雜度為{\displaystyle O(2^{L})}，在現在寬頻的系統下，L的大小大約從100至400，這樣的複雜度對於現在系統並不是非常經濟的。為此，我們引進了OFDM系統。

### 數學推導
OFDM是一個避免ISI的數學架構，以下說明他如何避免ISI，在一個OFDM系統下
{\displaystyle \{{\tilde {x_{k}}}\}\rightarrow {\text{pre-processing}}\rightarrow \{x[n]\}\rightarrow h_{l}\rightarrow \{y[n]\}\rightarrow {\text{post-processing}}\rightarrow \{{\tilde {y_{k}}}\}}
我們希望可以做到
{\displaystyle {\tilde {y_{k}}}={\tilde {h_{k}}}{\tilde {x_{k}}}}
，這樣就是一個ISI-free的架構
若我們考慮線性旋積（linear convolution），我們想要證明時域上的線性旋積是頻域上的乘法，我們可以用
{\displaystyle {\hat {x}}(f)\triangleq \sum _{n=-\infty }^{\infty }x[n]e^{-j2\pi fn}}
{\displaystyle {\hat {h}}(f)\triangleq \sum _{n=-\infty }^{\infty }h[n]e^{-j2\pi fn}}
{\displaystyle y[n]=\left(h\ast x\right)[n]=\sum _{k=-\infty }^{\infty }h[k]x[n-k]}
{\displaystyle {\hat {y}}(f)={\hat {h}}(f)\cdot {\hat {x}}(f)}
從推導我們可以發現證明時域上線性旋積等價於頻域上的乘法，是構築在積分範圍從{\displaystyle -\infty }至{\displaystyle \infty }，但在離散時間的傅立葉轉換中，其積分範圍為有限值，但我們仍然想要保有時域上的旋積等價於頻域上的乘法，故為此我們引進了環旋積（circular convolution）。
- 環旋積（circular convolution）

{\displaystyle \left(h\circledast _{N}x\right)=\sum _{k=0}^{N-1}x[{\left(n-k\right)}_{mod\ N}]h[k]}
我們可以透過輸入、線性非時變系統脈衝響應的離散傅立葉轉換以及環旋積的定義：
{\displaystyle {\hat {x_{k}}}\triangleq {\frac {1}{\sqrt {N}}}\sum _{n=0}^{N-1}x[n]e^{-j2\pi {\frac {k}{N}}n}}
{\displaystyle {\hat {h_{k}}}\triangleq {\frac {1}{\sqrt {N}}}\sum _{n=0}^{N-1}h[n]e^{-j2\pi {\frac {k}{N}}n}}
{\displaystyle y[n]=\left(h\circledast _{N}x\right)=\sum _{k=0}^{N-1}x[{\left(n-k\right)}_{mod\ N}]h[k]}
來導出對於離散傅立葉轉換下，時域上的環旋積等價於頻域上的乘法。
{\displaystyle {\hat {y_{l}}}={\sqrt {N}}\cdot {\hat {h_{k}}}\cdot {\hat {x_{k}}}}
因此，我們可以將架構看成：
{\displaystyle \{{\hat {x_{k}}}\}\rightarrow IDFT\rightarrow \{x[n]\}\rightarrow circular\ convolution\ h\rightarrow \{y[n]\}\rightarrow DFT\rightarrow \{{\hat {y_{k}}}\}}
此時，我們只要考慮如何將環旋積實踐在線性非時變系統下。
為此，我們引進了循環前綴（cyclic prefix）也就是將原長度為N的時間訊息，取最後L項放置在原來時間訊息的前面，為此就可以在通過通道，做線性旋積，卻擁有環旋積的效果，進而避免ISI的發生。

### 物理理解
OFDM系統與傳統分頻多工（Frequency Division Multiplexing，FDM）不同之處為：OFDM系統的每個子載波（Sub-Carrier）之間具有正交性（Orthogonality），此為OFDM系統之主要特點。子載波彼此之間不會產生干擾，且頻譜可以相互重疊；而傳統分頻多工系統之不同載波之間頻譜沒有重疊，因此 OFDM系統比傳統分頻多工系統具有較好的頻寬效益（Bandwidth Efficiency）。
那我們如何得出子載波彼此之間都相互正交的性質呢？
OFDM引進了快速傅里叶逆变换（IFFT）和快速傅里叶变换（FFT），他們兩個都是正交轉換（orthogonal transfrom），所以我們可以視為在頻譜上先擺好資訊，而這些資訊們因為透過IFFT轉換成時域，而他使用的载波（carrier）必定正交，因為IFFT的每個基（basis）都相互正交，可以視為其他子载波（subcarrier）對自己子载波沒有影響，這樣的優點在於頻譜可以重疊而不互相干擾，是OFDM優點之一。

### 正交
從概念上來說，OFDM是一種使用傳統分頻多工（Frequency Division Multiplexing, FDM）方法，其附加的限制是通信通道中的所有附載波信號彼此正交。
在OFDM中，選擇子載波頻率使得子載波彼此正交，這意味著子通道之間的干擾被消除並且不需要載波間的保護頻帶。這大幅的簡化了發射端和接收端的設計。與傳統的FDM不同，不需要為每個子通道使用單獨的濾波器。
正交要求子載波間距為{\displaystyle \Delta f={\frac {k}{T_{U}}}Hz}，其中{\displaystyle T_{U}}秒是符號持續時間（接收器窗口大小），並且k是正整數，通常等於1。因此，對於N個子載波而言，總帶通頻寬是{\displaystyle B\thickapprox N\cdot \Delta f(Hz)}。
正交還允許高效率頻譜，對於等效基帶信號（即接近雙邊物理帶通訊號的Nyquist效率的一半），總符號速率接近Nyquist速率。幾乎可以利用整個可用頻段。OFDM通常具有接近"白色"的頻譜，使其對於其他同頻道用戶具有良好的電磁干擾特性。
一個簡單的例子：一個有用的符號持續時間{\displaystyle T_{U}} = 1 ms將需要{\displaystyle \Delta f={\frac {1}{1ms}}=1kHz}的子載波間隔（或其整數倍）的正交。N = 1000個子載波將導致{\displaystyle N\Delta f=1MHz}的總帶通頻寬。對於這個符號時間，理論上根據Nyquist所需的頻寬為{\displaystyle BW=R/2=(N/T_{U})/2=0.5MHz}（要求實現一半的頻寬），其中 R 是通過FFT，位元率和每個符號N = 1000個樣本。如果應用保護間隔，則Nyquist頻寬要求會更低。FFT將導致每個符號N = 1000個樣本。如果沒有應用保護間隔，這將導致基帶複數訊號的採樣速率為1 MHz，根據Nyquist，這將需要0.5 MHz的基帶頻寬。然而，帶通RF訊號是通過將基帶信號與載波波形（即是雙邊帶正交幅度調變）相乘而產生的，從而產生1M Hz的帶通頻寬。對於相同的符號速率，單邊帶（SSB）或是殘留邊帶（VSB）將實現幾乎一半的頻寬（即是對於相同的符號字母長度，兩倍高的頻譜效率）。但是對於多路徑干擾（Multipath interference）更敏感。
OFDM要求接收端和發射端之間非常準確的頻率同步；在頻率偏差的情況下，子載波將不再正交，從而引起載波間干擾（ICI）。頻率偏移通常由不匹配的發射端和接收端振盪器或由於移動引起的都卜勒頻移引起。雖然都卜勒頻移本身可以被接收端補償回來，但當與多路徑結合時，情況惡化，因為反射將出現在各種頻率偏移處，這很難糾正。這種效應通常會隨著速度的增加而惡化，並且是限制在高速車輛中使用OFDM的重要因素。為了減輕這種情況下的載波間干擾（ICI），可以對每個子載波進行整形，以便最小化導致非正交附載波重疊的干擾。例如，被稱為WCP-OFDM（加權循環前綴正交頻分複用）的低複雜度包括在發射端輸出使用短濾波器，以便執行潛在的非矩形脈衝整形和近似完美的重建。每個子載波的等化。其他ICI抑制技術通常會大大增加接收端的複雜度。

### 使用FFT演算法實現
正交允許在接收端使用FFT演算法實現有效的調變器和解調器，並且在發射端使用反FFT。儘管自20世紀60年代以來已經知道了原理和一些益處，但OFDM現在透過可以有效地計算FFT的低成本數字信號處理元件在寬頻通訊中流行。
計算反FFT或FFT變換的時間必須少於每個符號的時間，例如對於DVB-T（FFT 8k）意味著計算必須在896 {\displaystyle \mu s} 或更短的時間內完成。
對於8192點FFT，這可以近似為：
{\displaystyle MIPS={\frac {computationalcomplexity}{T_{s}ymbol}}\times 1.3\times 10^{-6}}
{\displaystyle ={\frac {147456\times 2}{896\times 10^{-6}}}\times 1.3\times 10^{-6}}
{\displaystyle =428}
- MIPS = Million instructions per second

計算時間大致與FFT大小成線性關係，因此雙倍大小的FFT需要兩倍的時間，反之亦然。作為比較，1.266 GHZ的Intel Pentium III CPU能夠使用FFTW在576{\displaystyle \mu s}計算出8192點FFT。1.6 GHz的Intel Pentium M可以在387{\displaystyle \mu s}內完成。Intel Core Duo 3.0 GHz可以在96.8{\displaystyle \mu s}內完成。

### 保護間隔消除符號間干擾
OFDM的一個關鍵原則是由於低符號速率調變（也就是，其中符號相對於通道時間特性相對較長）受多路徑傳播引起的符號間干擾影響較小，所以傳輸多個低速率並行而不是單個高速率。由於每個符號的持續時間很長，因此在OFDM符號之間插入保護間隔是可行的，因此消除了符號間干擾。
保護間隔也消除了對脈衝整形濾波器的需求，並降低了對時間同步問題的敏感度。
一個簡單的例子：如果在無線通道上使用傳統的單載波調變每秒傳送一百萬個符號，那麼每個符號的持續時間將是1微秒或更短。這對同步施加了嚴格的限制，並且需要消除多路徑干擾。如果每千個符號每秒在一千個子通道中分佈，則對於具有近似相同頻寬的正交，每個符號的持續時間可以延長一千倍（也就是一毫秒）。假設在每個符號之間插入符號長度的1/8的保護間隔。如果多路徑時間擴張（第一次和最後一次的接收之間的時間）短於保護間隔（也就是125微秒），則可以避免符號間干擾。這對應於路徑長度之間的最大差異3.75公里。
在保護間隔期間所發送的循環前綴由複製到保護間隔中的ODFM訊號的結尾組成，保護間隔隨後是OFDM符號。保護間隔由OFDM符號結尾的副本組成的原因是當FFT執行OFDM解調時，接收端將對每個多路徑的整數個正弦波週期進行積分。在諸多超頻寬的一些標準中，為了發送功率的效益，在保護間隔期間跳過循環前綴並且不發送任何訊息。接收端將不得不通過複製OFDM符號的末端部分並將其添加到開始部份來模仿循環前綴功能。

### 簡化等化
如果子通道足夠窄，則可以將頻率選擇性通道條件的影響（例如由多路徑傳播引起的衰減）視為在OFDM子通道上恆定（平坦）（也就是，如果子通道的數量足夠大）。這使得接收端的頻域等化成為可能，這比用於傳統單載波調變的時域等化要簡單得多。在OFDM中，等化器只需要將每個OFDM符號中的每個檢測到的子載波（每個傅立葉係數）乘以恆定的複數或者很少改變的值。在基本層面上，更簡單的數位等化器更好，因為他們需要更少的操作，這轉化為等化器中更少的捨入誤差。這些誤差可被視為雜訊，並且是不可避免的。
一個簡單的例子：上述數值例子中的OFDM等化需要每個子載波和符號一個複數值乘法（也就是，每個OFDM符號N = 1000次複數乘法；也就是在接收端每秒一百萬次乘法）FFT算法需要{\displaystyle N\log _{2}N=10000}[這是不精確的：這些複雜的一半以上乘法是微不足道的，也就是等於不在軟體中實現]。每個OFDM符號的複數值乘法（也就是每秒一千萬次乘法），在接收端和發射端。這應該與此例中提到的相應的100萬符號/秒單載波調變情況進行比較，其中使用FIR濾波器進行125微秒時間擴張的等化在初始實現中需要每個符號125次乘法（也就是每秒1.25億次乘法）。FFT技術可以用於將基於FIR濾波器的時域等化器的乘法數量減少到與OFDM相當的數量，其代價是接收和解碼之間的延遲也與OFDM相當。
如果將差分調變（例如DPSK或DQPSK）應用於每個子載波，則可以完全省略等化，因為這些對緩慢變化的幅度和相位失真不敏感。
從某種意義上來說，使用FFT或部分FFT的FIR等化的改進在數學上更接近於OFDM，但是OFDM技術更容易理解和實現，並且子通道可以除以變化等化係數以外的其他方式獨立的應用。例如在不同的QAM星座圖和糾錯之間切換以匹配單獨的子通道雜訊和干擾特性。
一些OFDM符號中的一些子載波可攜帶用於測量通道條件的引示訊號（也就是每個子載波的等化器增益和相移）。引示訊號和訓練符號（前置訊號）也可以用於時間同步（以避免符號間干擾，ISI）和頻率同步（以避免由都卜勒頻移引起的載波間干擾，ICI）。
OFDM最初用於有線和固定無線通訊。然而，隨著在高度移動環境中運行的應用越來越多，由多路徑傳播和都卜勒頻移的組合引起的強度衰減的影響更為顯著。在過去的十年中，如何在雙選擇通道上等化OFDM傳輸已經做了研究。

### 通道編碼和交錯
OFDM總是與通道編碼（前向更正）一起使用，並且幾乎總是使用頻率和/或時間交錯。
頻率（子載波）交錯增加了對頻率選擇性通道條件（如衰減）的抵抗。例如，當通道頻寬的一部分消失時，頻率交錯確保了將由頻寬的衰減部分中的那些子載波產生的位元錯誤在位元中擴散而不是集中。類似地，時間交錯確保在位元中最初靠近在一起的位元在時間上遠距離傳輸，從而減輕在高速行進時發生的嚴重衰減。
然而，時間交錯在緩慢衰減的通道中幾乎沒有益處，例如對於固定接收，並且頻率交錯對於遭受平坦衰減（其中整個通道頻寬同時衰減）的窄帶通道幾乎沒有益處。
在OFDM上使用交錯的原因是嘗試將錯誤擴散到呈現給更正解碼器的位元中，因為當這樣的解碼器呈現高度集中的錯誤時，解碼器無法更正所有位元錯誤，並發生一連串未更正的錯誤。音頻數據編碼的類似設計使得唱片（CD）播放流暢。
與基於OFDM的系統一起使用的經典類型的更正編碼是卷積編碼，通常與Reed-Solomon編碼連接。通常，在兩層編碼之間實現額外的交錯（在上述時間和頻率交錯之上）。Reed-Solomon編碼作為外部更正碼的選擇是基於這樣一種觀察：當存在高度集中的錯誤時，用於內部卷積解碼的Viterbi解碼器產生短的錯誤突發，並且Reed-Solomon碼本身非常適合於更正錯誤的爆發。
然而，較新的系統現在通常採用接近最佳類型的更正碼，其使用turbo解碼原理，其中解碼器朝期望的解決方案迭代。這種更正編碼類型的範例包括turbo碼和LDPC碼，其執行接近可加性高斯白雜訊（AWGN）通道的Shannon極限。一些已經實現這些系統已經將它們與Reed-Solomon（例如在MediaFLO系統上）或BCH代碼（在DVB-S2系統上）連接，以改善這些在高訊噪比。

### 自適應傳輸
如果有關通道的信息是透過來回通道發送的，則可以進一步增強對嚴格通道條件的適應能力。基於該反饋訊號，自適應調變，通道編碼和功率分配可以跨所有子載波應用，或者單獨應用於每個子載波。在後者情況下，如果特定頻率範圍遭受干擾或衰減，則可以通過對這些子載波應用更棒的調變或錯誤編碼來禁用該範圍內的載波或使其運行得更慢。
分離複頻調變技術（DMT）表示通過所謂的位元加載將傳輸適應於每個子載波的通道條件的基於OFDM的通信系統。例如ADSL和VDSL。
通過為每個目的分配更多或更少的載波，可以改變上傳和下載速度。某些形式的速率自適應DSL使用此功能，因此位元率適應於同通道干擾，並且頻寬被分配給最需要的使用者。

### 以多重連接的OFDM延伸
作為主要形式的OFDM被認為是數位調變技術，而不是多使用者通道連接方法，因為其被用於使用一個OFDM符號序列在一個通訊通道上傳送一個位元。然而，OFDM可以與使用時間，頻率或編碼分離的多路徑連接相結合。
在正交頻分多址（OFDMA）中，通過為不同的使用者分配不同的OFDM子通道來實現頻分多址。OFDMA透過以與CDMA中類似的方式向不同使用者分配不同數量的子載波來支持差異化服務質量，因此可以避免複雜的分組調變或媒體訪問控制。OFDMA用於：
- IEEE 802.16無線MAN標準的移動模式，通常稱為WiMAX
- IEEE 802.20移動無線MAN標準（通常稱為MBWA）
- 3GPP長期演進（LTE）第四代行動頻寬標準下。無線電接口以前被稱為HSOPA，現在被命名為演進型UMTS陸地無線接入（E-UTRA）
- 現在已經不存在的高通/ 3GPP2超行動寬頻（UMB）項目，打算作為CDMA2000的後繼者，但被LTE所取代。

OFDMA也是IEEE 802.22無線區域網路（WRAN）的候選連接方法。該項目在設計第一個在VHF低UHF頻譜（電視頻譜）中運行的基於認知無線電的標準。
在也稱為OFDM-CDMA的多載波碼分多址（MC-CDMA）中，OFDM與CDMA擴張通訊相結合以用於使用者的編碼分離。可以減輕同頻干擾，這意味著簡化了手動固定通道分配（FCA）頻率規劃，或避免了複雜的動態通道分配（DCA）。

### 空間多樣性
在基於OFDM的廣域廣播中，接收端可以同時接收來自幾個空間上分散的發射端的信號，因為發射端將僅在有限數量的子載波上相互干擾，而通常它們實際上將增強覆蓋範圍廣泛的領域。這在許多國家是非常有益的，因為它允許運行國家單頻網路（SFN），許多發射端在相同的頻道頻率上同時發送相同的信號。SFN比傳統的多頻率廣播網絡（MFN）更有效地利用可用頻譜，其中節目內容被複製在不同的載波頻率上。SFN也可以在位於發射端之間的接收端中獲得分集增益。由於在所有附載波上平均的接收訊號強度增加，覆蓋區域增加並且與MFN相比中斷機率降低。
儘管保護間隔僅包含冗餘數據，這意味著它減小了容量，但是一些基於OFDM的系統（例如一些廣播系統）故意使用長保護間隔，以允許發射端在SFN和更長的保護間隔允許更大的SFN蜂窩大小。SFN中發射端之間的最大距離的經驗法則等於信號在保護間隔期間行進的距離——例如，200微秒的保護間隔將允許發射端間隔60km。
單頻網路是發射端分集的一種形式。該概念可以進一步用於動態單頻網路（DSFN），其中SFN分組從時隙變為時隙。
OFDM可以與其他形式的空間分集相結合，例如天線陣列和MIMO通道。這在IEEE 802.11無線LAN標準中完成。

### 線性發射器功率放大器
OFDM訊號表現出高的峰均功率比（PAPR），因為子載波的獨立相位意味著它們將經常以建設性方式組合。處理這種高PAPR需要：
- 發射器中的高解析度數位類比轉換器（DAC）
- 接收器中的高解析度類比數位轉換器（ADC）
- 線性信號鏈

信號鏈中的任何非線性都會導致失真
- 提高雜訊
- 可能會造成載波間干擾

線性要求非常高，特別是對於發射機RF輸出電路而言，放大器通常設計為非線性以最大限度地降低功耗。在實際的OFDM系統中，允許少量峰值限幅以限制PAPR，與上述結果進行明智的權衡。然而，需要將out-of-band spurs到法定級別的發射機輸出濾波器具有恢復被削波的峰值的效果，因此限幅並不是降低PAPR的有效方法。
儘管OFDM的頻譜效率對於地面和空間通訊都很有吸引力，但至今為止，高PAPR要求限制了OFDM應用到地面系統。

## 特點

### OFDM優點
- 有效減少多徑及頻率選擇性通道造成接收端誤碼率上升的影響

透過循環前綴解決多路徑問題，頻率選擇性通道透過不同載子波解決。
- 接收端可利用簡單一階等化器補償通道傳輸的失真

OFDM系統架構其通道的響應是呈現平坦衰減特性，對於接收端要解調出訊號，相對簡單許多，只要設計簡單的等化器對訊號做適當的調整或補償。
- 频谱效率上升

OFDM比FDM有更高的頻譜效率，因OFDM將頻寬分割成多個子載波，而子載波彼此間重疊且為正交，所以頻寬使用效率提高。若可使用的載波總頻寬是固定的，OFDM比FDM系統架構可以提供更高的傳輸速率。
- 有較佳的抵抗「深度衰減」之能力

OFDM系統架構就是將原本寬頻的訊號，分割成很多個窄頻的訊號，接著訊號經過S/P轉換，好比週期拉長N倍，若由頻率的角度來看是頻寬縮小N倍。因此當子載波的個數越多，每個子載波的頻寬就越窄，此時子載波間距會遠小於同調頻寬（Coherent Bandwidth），每個子載波的頻率響應可視為平坦衰減（Flat Fading），只遭受增益大小的改變，不容易受到頻率選擇性衰減而發生嚴重的失真現象。
- 利用適應性調變及編碼，可有較佳的傳輸速度

利用對於通道的響應可以適應性調變，使得傳輸速度上升。

### OFDM缺點
- 傳送與接收端需要精確的同步

此項缺點是指取樣頻率產生偏移時，會造成所收到的星座圖產生旋轉的現象，若無法取出正確的訊號時，則會造成ICI的產生，使性能下降。此外，都卜勒效應所造成的頻率偏移，或是傳送端和接收端的振盪器產生的頻率有所誤差，也皆會造成系統同步上有偏差。
- 對於多普勒效應頻率漂移敏感

當符元時間的取樣點不準確時，會造成ISI與ICI，ISI現象是因為取樣點的偏移量，超過防護區間長度時，會去取到下一個符元的訊號。ICI現象是因為取樣點取錯時，會使得OFDM子載波彼此之間失去正交性。
- 峰均比高

由定性的角度思考，OFDM系統架構中，所傳送的訊號是所有子載波訊號的線性加總，因此OFDM訊號的振幅會產生一個極大範圍的動態變化，即振幅的大小範圍很廣。PAPR高的缺點在於對於能量使用率並不是非常好。
- 循環前綴（Cyclic Prefix）造成的負荷

對於傳輸而言，需要多傳輸循環前綴，而使單位時間內能傳輸的內容較沒有傳輸循環前綴時來的少。

### 相比CDMA的優勢
- OFDM能更好地抵禦多徑干擾，且實現方式比較簡單。
- 與CDMA的Rake接收機相比，OFDM提供的扁平頻率通道能夠獲得更好的MIMO頻率效率。

### 相比時分多址系統的優勢
- 允許多個用戶並行傳送低速資料流程。
- 能夠避免脈衝載波
- 可以靈活調整低速率用戶的發射功率
- 時延固定且比較小
- 簡化了多址接入的防碰撞實現機制
- 更好地抵禦信號衰落和干擾

## 單載波與多載波傳送

### 單載波（single carrier）
- 使用者在任何時間上只利用一個載波來進行傳送與接收訊號。

### 多載波（multi-carrier）
- 同時利用多個不同頻率的載波傳送及接收信號。OFDM即利用數個（2的次方）正交的子載波傳送信號。OFDM便是多載波調變的特例，其使用數個正交載波調變信號，在每個子載波間不需要有保护間隔，大大的增加了頻寬使用效率，且使OFDM更有位分配的概念，即通道環境好的子載波就加大該載波的power或提高調變等級（ex:BPSK->QAM），位分配使得OFDM頻寬使用效率更加高。

## 子載波間的正交性（Orthogonality）
∫х(t)*y(t)dt=0  ⇔ ∫Х(f)Y(f)df=0......① 
爲了避免子載波間互相干擾，多載波系統對於子載波間的正交性要求相當高。爲了滿足子載波間彼此正交，子載波的頻率間隔需要有一定要求來滿足①式
在此可以由下述的有限頻帶的帶通訊號來進行說明解釋此一要求：
{\displaystyle x_{m}(t)=\cos(2\pi (f_{c}+f_{m})t)=\operatorname {Re} (e^{j2\pi (f_{c}|+f_{m})t})=\operatorname {Re} (x_{lm}(t)e^{j2\pi f_{c}t})}
假定我們目前要分析兩子載波頻率{f1, f2}之間的間隔Δf，我們先計算其交互相關性（cross-correlation）
{\displaystyle R=\int _{0}^{T}{e^{j2\pi f_{1}t}(e^{j2\pi f_{2}t})^{*}dt=}\int _{0}^{T}{e^{j2\pi \Delta ft}dt={\frac {\sin(\pi \Delta fT)}{\pi \Delta f}}}e^{j\pi \Delta fT}}
其中Δf={\displaystyle f_{1}-f_{2}}表兩個載波間的頻率間隔，在上式中若ΔfT = n其中n為一個非零整數，如：Δf=n/T則此時R=0即代表這兩個子載波在符元週期內為正交。

## 系統架構特性
OFDM系統方塊圖如上圖所示

### 並列轉串列
- 正交分頻多工系統設計中最重要的觀念就是並行資料傳輸，並行資料傳輸的技術是透過串列至並行轉換器實現。正交分頻多工系統把資料載送到較小頻寬的子載波上，相當於將每一個並行資料分別經過不同的子載波調變後傳送
- 一般的串列傳輸系統中，是把訊號以連續序列的方式傳送出去，當訊號的傳輸速率很高時，訊號的頻譜可能大到占滿整個可用的頻寬，此時訊號會因為通過頻率選擇性衰減通道而造成訊號的失真。相對的，在並行傳輸系統中，資料是同時並行進行傳輸，每一個個別並行訊號佔有較小的頻寬，所以訊號所經過的通道頻率響應（frequency response）可以視為是平坦

### 訊號對應
- 將位元串流對應各調變（例：BPSK、QPSK、QAM）的符號

### FFT的應用
- s(t)訊號

{\displaystyle s(t)=\sum \limits _{k=0}^{N-1}{X_{k}e^{j2\pi f_{k}t}}}
對t=N{\displaystyle T_{s}}取樣{\displaystyle s(nT_{s})=\sum \limits _{k=0}^{N-1}{X_{k}e^{j2\pi f_{k}nT_{S}}}}
取f={\displaystyle 1/NT_{S}},{\displaystyle f_{k}}=kf得{\displaystyle x_{n}=s(nT_{s})=\sum \limits _{k=0}^{N-1}{X_{k}e^{\frac {j2\pi kn}{N}}}}:IDFT
由上式得OFDM可以用DFT FFT技術实现
- 反快速傅立葉變換和快速傅立葉變換演算法為反離散傅立葉變換和離散傅立葉變換之快速硬體實現。
- 在IEEE 802.11a裡，反快速傅立葉變換和快速傅立葉變換的大小為N = 64。

### 循環前綴和保護間隔（cyclic prefix and Guard interval）
- 傳送訊號在通過具有多重路徑干擾的通道後，會造成前一個符元的後端部份干擾到下一個符元的前端，此稱之為「符元間的干擾（ISI）」
- 爲了克服ISI的問題，在OFDM symbol前端加入一保護區間（Guard Interval）。爲了對抗信號因通道延遲的影響，Guard interval（Tg）長度要大於最大的Delay spread，即Tg>delay spread time。
- 在保護區間未放信號的OFDM系統稱ZP-OFDM（zero padding）。ZP-OFDM有比較低的傳輸功率，但在接收端接收於zero padding區域信號時，會破壞載波的正交性造成「載波間的干擾（ICI）」，所以複製OFDM symbol後半段信號並擺放於保護區間內，稱之為循環字首（cyclic prefix）；循環字首會造成頻寬效益下降，故必須小於OFDM symbol長度的1/4。如：一個OFDM symbol共有256個子載波，則其循環字長度為64個位元。

### 通道估計及等化器
由於在信號傳輸時，接收端收到的信號是傳送信號和通道響應作用過的結果，所以為瞭解出傳送信號勢必要得到通道回應，所以要作通道估計。在高速移動環境時變通道估計更是重要，不好的通道估計會造成誤碼率上升；通道估計常見的方法就是加入測試信號，由測試信號得到測試信號那些點的通道回應對通道其它點作估計，進而求出整個通道回應。等化器由通道估計的結果對接收信號作通道補償，降低錯誤率。由於OFDM將頻寬切割成數個小頻帶，故更接近通道的相干頻寬，所以信號受到通道失真變小，故可以用簡單的一階等化器補償。

## 遇到的問題

### 各種同步問題
在正交分頻多工技術的接收機對每個子載波做正確的解調之前，至少有幾個同步的任務必須完成。首先，必須找到符元（symbol）的正確邊界處，使得快速傅立葉轉換（Fast Fourier Transform, FFT）運算能夠抓到正確的符元區間，以減少符元間干擾效應（Inter-Symbol Interference, ISI）和子載波間的（Inter-Carrier Interference, ICI）的干擾。第二，必須估計和矯正載波頻率的偏差（Carrier Frequency Offset, CFO），因為任何頻率的偏差都會引起子載波間的的干擾。第三，對於一個同調的接收機而言，除了頻率必須同步外，相位亦須達到同步，因此必須去矯正因振盪器不完美而引起的相位雜訊，以避免造成整個星座圖的旋轉，而使得位元錯誤率大幅增加。
- symbol timing offset

所謂的時間偏移量，指的是實際符元時間和估計符元的時間的差。由於每個正交分頻多工系統的符元都會加入一段循環字首（cyclic prefix）來對抗多路徑通道干擾，只要時間偏移量並未超過循環字首的長度，則不會引起子載波間干擾和訊號符元間的干擾。事實上，時間偏移量對於正交分頻多工系統符元的影響並不如頻率偏移還來的強烈，而且，只要循環字首的長度越長，則對抗多路徑通道干擾的能力也就越強，對於時間偏移量的容忍度也會跟著提升，其負面的損失是資料的傳輸效率降低。
{\displaystyle Y_{k}=\sum \limits _{n=0}^{N-1}{(\sum \limits _{l=0}^{L}{x_{n-m-l}h_{l})e^{-j{\frac {2\pi kn}{N}}}}=X_{k}H_{k}e^{\frac {-j2\pi kn}{N}}}}
上式Z表接收訊號，X表傳送訊號，H則是通道響應，V則是AWGN雜訊，由本式可見STO會造成接收訊號相位改變、ISI及振幅失真
- sampling clock offset

由於傳送端及接收端的取樣速率不一樣，會造成取樣點的誤差，而且越後面的子載波SCO誤差會越大。
- carrier phase offset

傳送端在傳送端最後會乘上一載波f1使基頻訊號載至旁頻，在接收端要將旁頻降回基頻會再乘上一載波f2，由於f1 f2兩載波相位的不同在升降頻之間，會造成carrier phase offset。傳送接收端的相對運動的督普勒效應也會造成相位carrier phase offset。Carrier phase offset會造成接收訊號相位飄移及ICI。在產生高頻載波時由於都會有起始相位，所以很難用人為因素使傳送端高頻載波和接收端載波完全同步。由於傳送端與接收端的振盪器無法產生很穩定的頻率，因而會伴隨產生相位雜訊，而這相位雜訊是時變的且會對每個正交分頻多工系統符元會產生兩種影 響，一種是共同相位錯誤（Common Phase Error, CPE），另一種則是子載波間干擾效應（Inter-Carrier Interference, ICI）
- carrier frequency offset

如同phase offset傳送升頻及接收端降頻載波的頻率不同步，會造成carrier frequency offset。傳送及接收端的相對運動所產生的doppler shift也會產生CFO。SCO越後面子載波偏移會越大，但CFO則是每個子載波所受到的frequency shift都是相同。在高速移動環境下CFO影響更嚴重。CFO會造成嚴重的ICI效應

### 峰均比（Peak-to-average power ratio）
由於OFDM信號是由多個調製後的子載波信號的線性疊加，因此可能會造成比平均訊號準位高的瞬間尖峰訊號，進而產生高峰值對均值功率比效應，在正交頻分複用系統中，高峰均比會造成的問題主要有下列兩個：
OFDM系統最主要的缺點是具有較大的峰值平均功率比（PAPR），它直接影響著整個系統的運行成本和效率。當系統產生很大的峰值時，要求功率放大器、A/D、D/A轉換器具有很大的線性動態範圍，否則當信號峰值進入放大器的非線性區域時，就會使信號產生畸變，產生子載波間的互調干擾和帶外輻射，破壞子載波間的正交性，降低系統性能。
1. 在數位類比轉換的過程中，要經過量化程式，在量化過程中使用相同量化位元的量化器時，因為訊號變大量化雜訊也就變大，故訊號失真就變嚴重。如果要降低量化雜訊就要增加量化位元使量化位階便多，如此就增加量化過程的複雜度及成本。
2. 在射頻電路功率放大器中，其線性放大訊號有一定範圍，當訊號振幅大於某一範圍就進入飽和區，在飽和區信號會因非線性放大而失真。OFDM訊號是由多個調變過的子載波訊號的線性疊佳而成，當載波數變多訊號功率可能超過放大器線性區域造成通道失真。

近年來研究人員通過分析，提出很多有效降低PAPR的方法，主要分為以下三類：
（1）限幅濾波技術，由於OFDM系統較大峰值出現的機率非常小，它是一種非常直接和有效的降低PAPR的方法。然而，它將導致帶內干擾和帶外噪聲。
（2）編碼類技術，降低PAPR為線性過程，它不會使信號產生畸變，但其計算複雜度較高，編解碼較麻煩，且系統信息速率低，應用該算法的系統不適合用QAM調製和子載波數多的情況。
（3）機率類技術，包括通過部分傳輸序列（PTS）和選擇映射（SLM）兩種方法，這類算法屬於非畸變減小PAPR的方法，可減少大峰值功率信號出現的機率。該方法需要一定的系統帶寬發送冗餘信息，如果傳輸出錯，系統會出現地板效應。

## 應用
目前OFDM技術已經被廣泛應用於廣播式的音頻、視頻領域和民用通信系統，主要的應用包括：非對稱的數字用戶環路（ADSL）、ETSI標準的數字音頻廣播（DAB）、數字視頻廣播（DVB）、高清晰度電視（HDTV）、无线局域网（WLAN）等。